# Ashley Greene
Ashley Michele Greene (Jacksonville, Florida; 21 de febrer de 1987), més coneguda com a Ashley Greene, és una actriu i model estatunidenca coneguda pel seu paper d'Alice Cullen en la saga Crepuscle.

## Filmografia

### Cinema
| 2007 | King of California                        | Chica del McDonalds |
| 2008 | Otis                                      | Kim #4              |
| 2008 | Crepuscle                                 | Alice Cullen        |
| 2009 | Shrink                                    | Missy               |
| 2009 | Summer's Blood                            | Summer Matthews     |
| 2009 | The Twilight Saga: New Moon               | Alice Cullen        |
| 2010 | Skateland                                 | Michelle Burkham    |
| 2010 | The Twilight Saga: Eclipsi                | Alice Cullen        |
| 2010 | Radio Free Albemuth                       | Rhonda              |
| 2011 | A Warrior's Heart                         | Brooklyn Milligan   |
| 2011 | Butter                                    | Kaitlen Pickler     |
| 2011 | The Twilight Saga: Breaking Dawn - Part 1 | Alice Cullen        |
| 2012 | LOL                                       | Ashley              |
| 2012 | The Apparition                            | Kelly               |
| 2012 | The Twilight Saga: Breaking Dawn - Part 2 | Alice Cullen        |
| 2013 | CBGB                                      | Lisa Kristal        |
| 2014 | Wish I Was Here                           | Janine              |
| 2014 | Kristy                                    | Violet              |
| 2014 | Burying the Ex                            | Evelyn              |
| 2015 | Staten Island Summer                      | Krystal Manicucci   |
| 2015 | Shangri-La Suite                          | Priscilla Presley   |
| 2016 | Holidays                                  | TBA                 |
| 2016 | Urgeix                                    | Theresa             |
| 2016 | In Dubious Battle                         | Danni Stevens       |
| 2017 | Max & Em                                  | Rachel (Veu)        |

### Televisió
| Televisió | Televisió       | Televisió       | Televisió     | Televisió                      | Televisió |
| Any       | Títol           | Títol           | Rol           | Tipus                          |           |
| Any       | Títol original  | Títol a Espanya | Rol           | Tipus                          |           |
| --------- | --------------- | --------------- | ------------- | ------------------------------ | --------- |
| 2005      | Punk'd          | Punk'd          | Núvia         | Programa de televisió MTV      |           |
| 2006      | Crossing Jordan | Crossing Jordan | Ann Rappaport | Sèrie de televisió: 1 episodi  |           |
| 2006      | MADtv           | n/              | Amber         | Sèrie de televisió: 1 episodi  |           |
| 2006      | Desire          | n/              | Renata        | Sèrie de televisió: 7 episodis |           |
| 2008      | Shark           | Shark           | Natalie Faber | Sèrie de televisió: 1 episodi  |           |
| 2011-2012 | Pa Am           | Pa Am           | Amanda Mason  | Sèrie de televisió: 5 episodis |           |
| 2012      | Americana       | Americana       | Alice Garano  | Pel·lícula per a televisió     |           |